# Condado de Faulkner
El condado de Faulkner (en inglés: Faulkner County), fundado en 1873, es un condado del estado estadounidense de Arkansas. En el 2000 tenía una población de 106 823 habitantes con una densidad poblacional de 64.5 personas por km². La sede del condado es Conway.

## Geografía
Según la Oficina del Censo, el condado tiene un área total de 1720 km² (664,1 mi²), de la cual 1676 km² (647,1 mi²) es tierra y 44 km² (17,0 mi²) es agua.

### Condados adyacentes
- Condado de Cleburne (noreste)
- Condado de White (este)
- Condado de Lonoke (sureste)
- Condado de Pulaski (sur)
- Condado de Perry (suroeste)
- Condado de Conway (oeste)
- Condado de Van Buren (noroeste)

## Localidades

### Ciudades
- Conway
- Greenbrier
- Holland
- Mayflower
- Quitman

### Pueblos
- Damascus
- Enola
- Guy
- Mount Vernon
- Twin Groves
- Vilonia
- Wooster

## Mayores autopistas
- Interestatal 40
- U.S. Highway 64
- U.S. Highway 65
- Carretera 25
- Carretera 36
- Carretera 60
- Carretera 89